# Fondo Nazionale Ebraico

Logo del Fondo Nazionale Ebraico

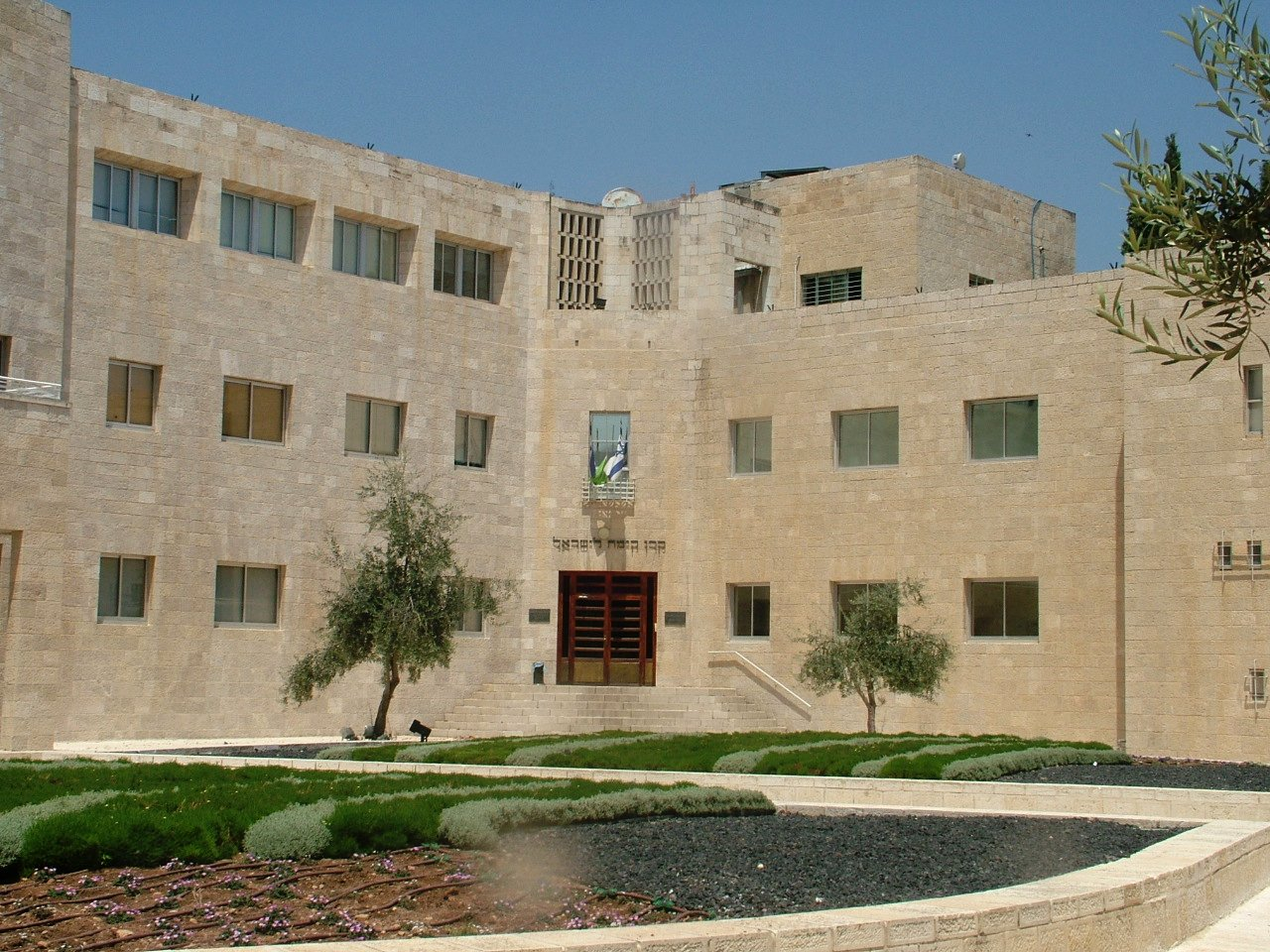
Sede del Fondo Nazionale Ebraico a Gerusalemme

Il Fondo Nazionale Ebraico (in ebraico: קרן קימת לישראל, Keren Kayemet LeYisrael) (a volte abbreviato in קק״ל, KKL, pronunciato KaKal) fu fondato nel 1901 a Basilea per comprare e sviluppare terra nella Palestina ottomana (l'attuale Israele) per l'insediamento degli ebrei. Il Fondo è un ente non profit dell'Organizzazione sionista mondiale
 e ha poteri para-statali. Nel 2007 era proprietario del 13% della superficie fondiaria in Israele.
Sin dalla sua creazione, il Fondo ha piantato più di 240 milioni di alberi in Israele. Ha anche costruito 180 dighe e bacini artificiali, reso lavorabile 1.000 km² di terra e creato più di mille parchi, contribuendo quindi allo sviluppo dello stato stesso.

## Galleria d'immagini

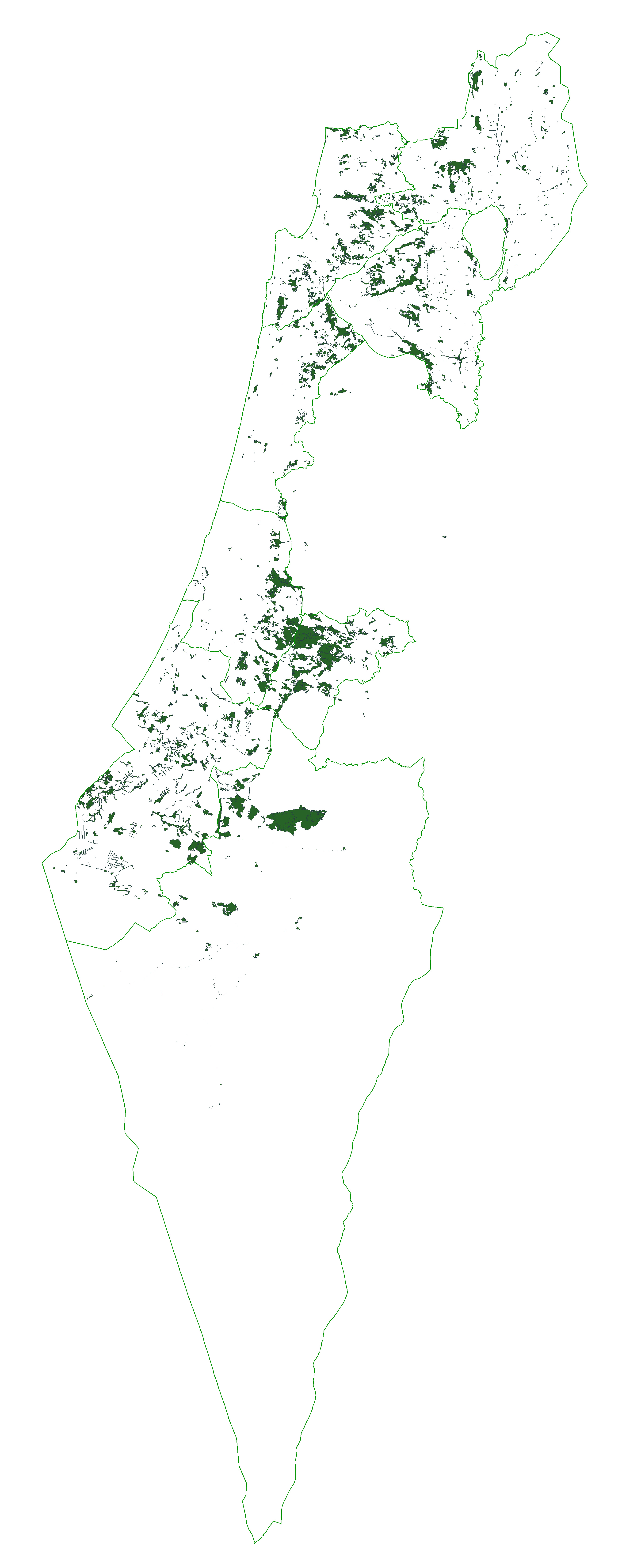
Mappa delle foreste piantate in Israele dal Fondo Nazionale Ebraico.
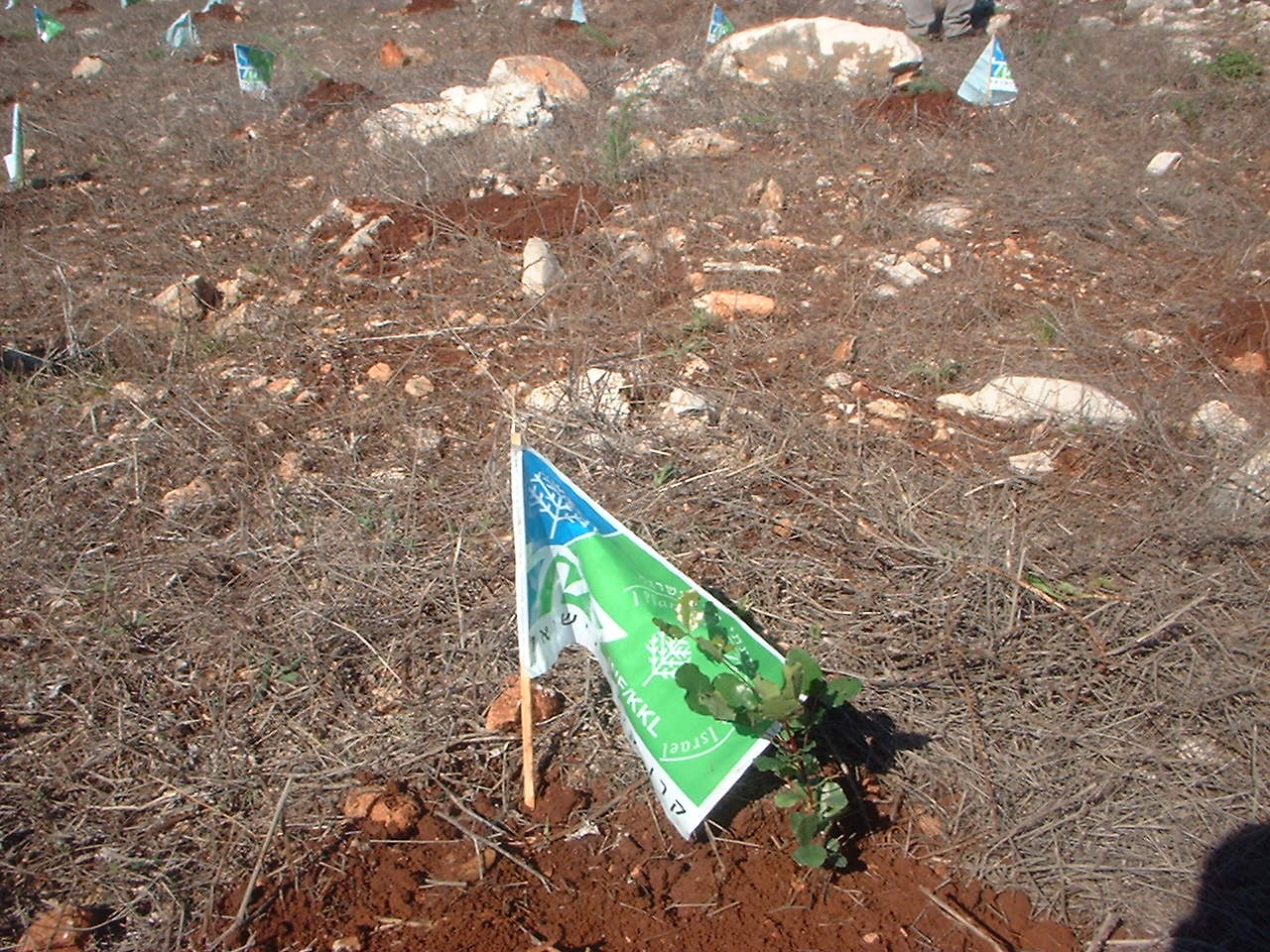
Alberello appena piantato dal Fondo Nazionale Ebraico.
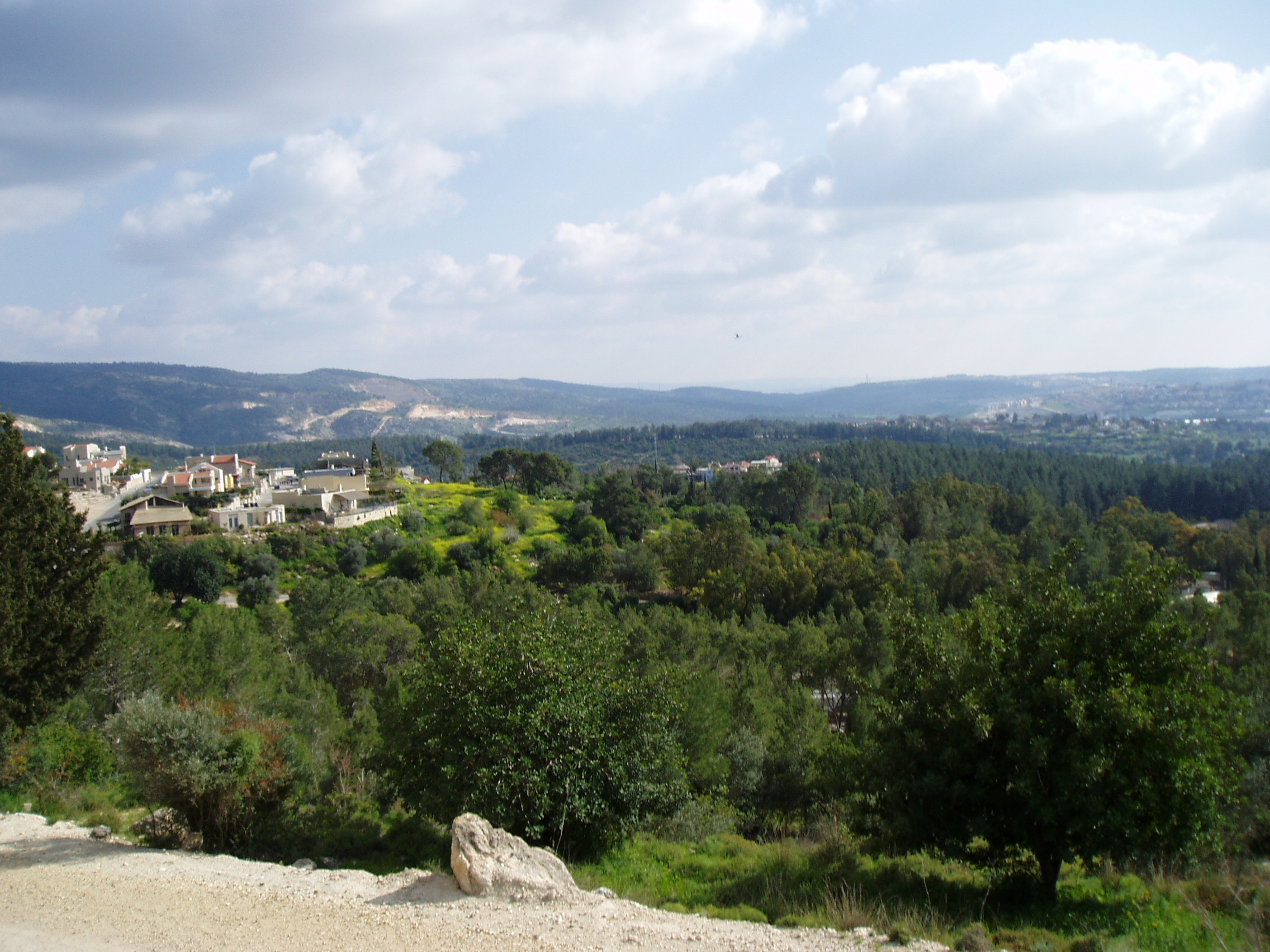
La foresta di Eshtaol creata dal Fondo Nazionale Ebraico.